# 孝勝寺
孝勝寺（こうしょうじ）は、宮城県仙台市宮城野区榴岡にある仏教寺院である。山号は光明山。日蓮宗の本山（由緒寺院）である。
寺の名は大仙寺（だいせんじ）、全勝寺（ぜんしょうじ）、孝勝寺（こうしょうじ）と変遷した。孝勝寺の名は、江戸時代の仙台藩第2代藩主・伊達忠宗の夫人・振姫の法名「孝勝院」にちなむ。

## 概要
永仁3年（1295年）日門により創建と伝えるが、確実な史料で確認できるのは江戸時代に下る。柳町に続く柳町通の東の延長、孝勝寺前という通りの突き当たりで、榴ヶ岡の近く、仙台城の城下町の東縁にあった。寺の場所は変わらないが、寺域は往時より縮小して市街地になっている。
2代藩主伊達忠宗の正妻振姫、3代綱宗の側室で4代綱村の母三沢初子が帰依し、以後仙台藩の厚い保護を受けた。三沢初子は江戸時代の歌舞伎『伽羅先代萩』の登場人物政岡のモデルと信じられ、その墓は「政岡の墓」として知られ、寺から東に少し離れた飛び地にある。
江戸時代には末寺、子院多数を持ち、子院のうち3つ、妙音院、法輪院、蓮香院は独立した寺院として隣り合わせている。
現住は55世谷川日清貫首（石巻市久円寺より晋山）。潮師法縁。

## 歴史

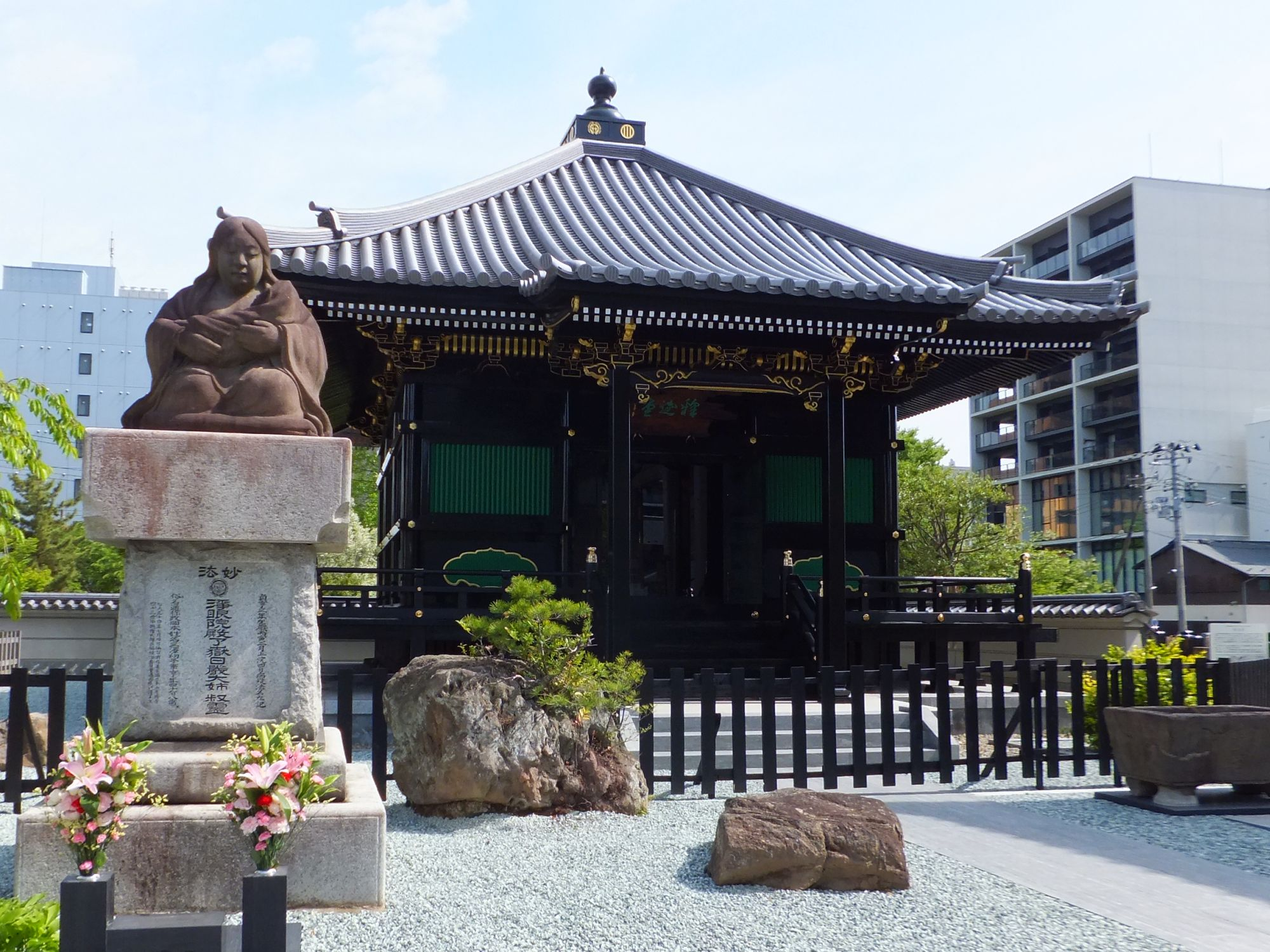
釈迦堂（左は三沢初子像）

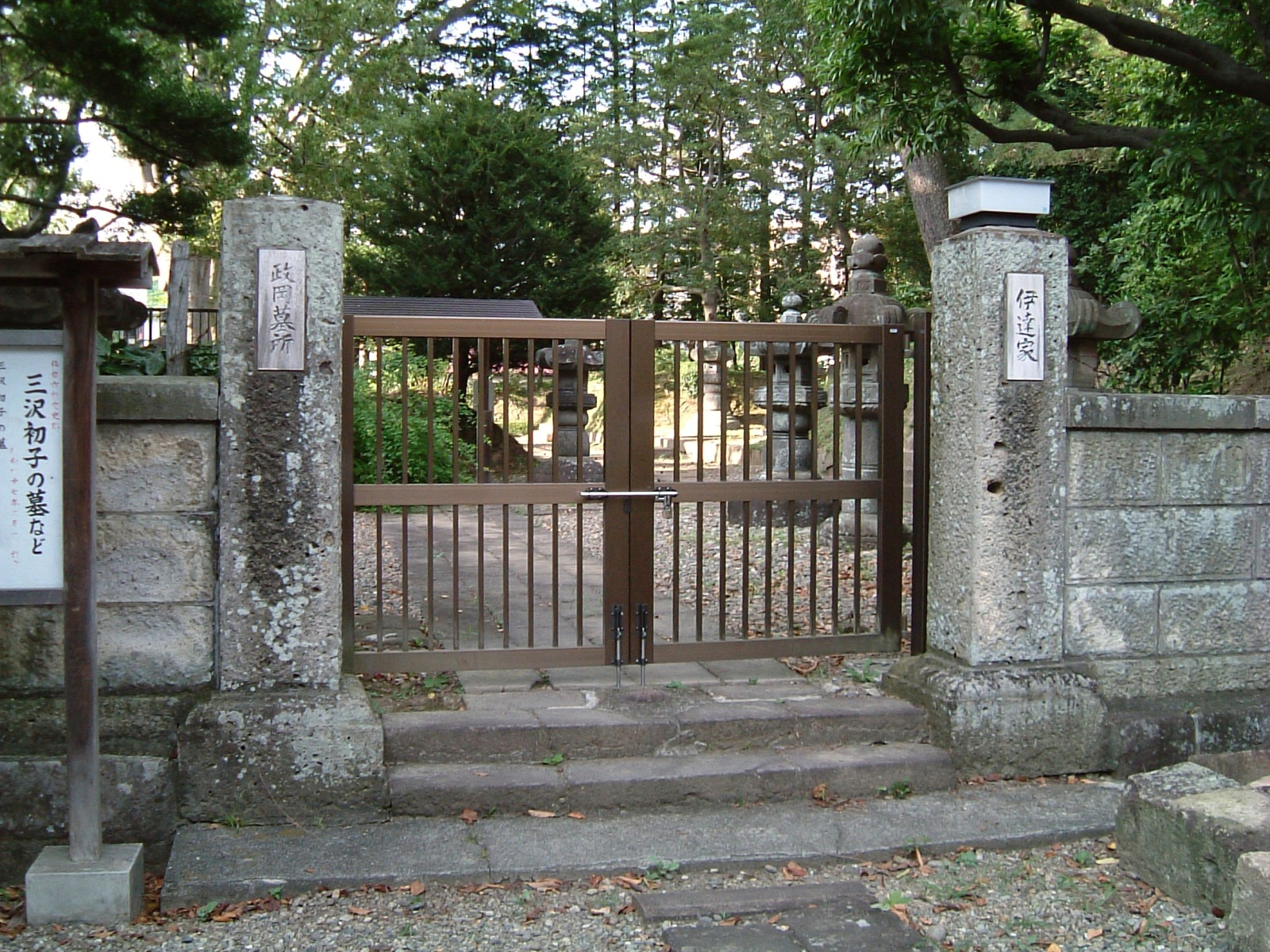
振姫、初子の墓所

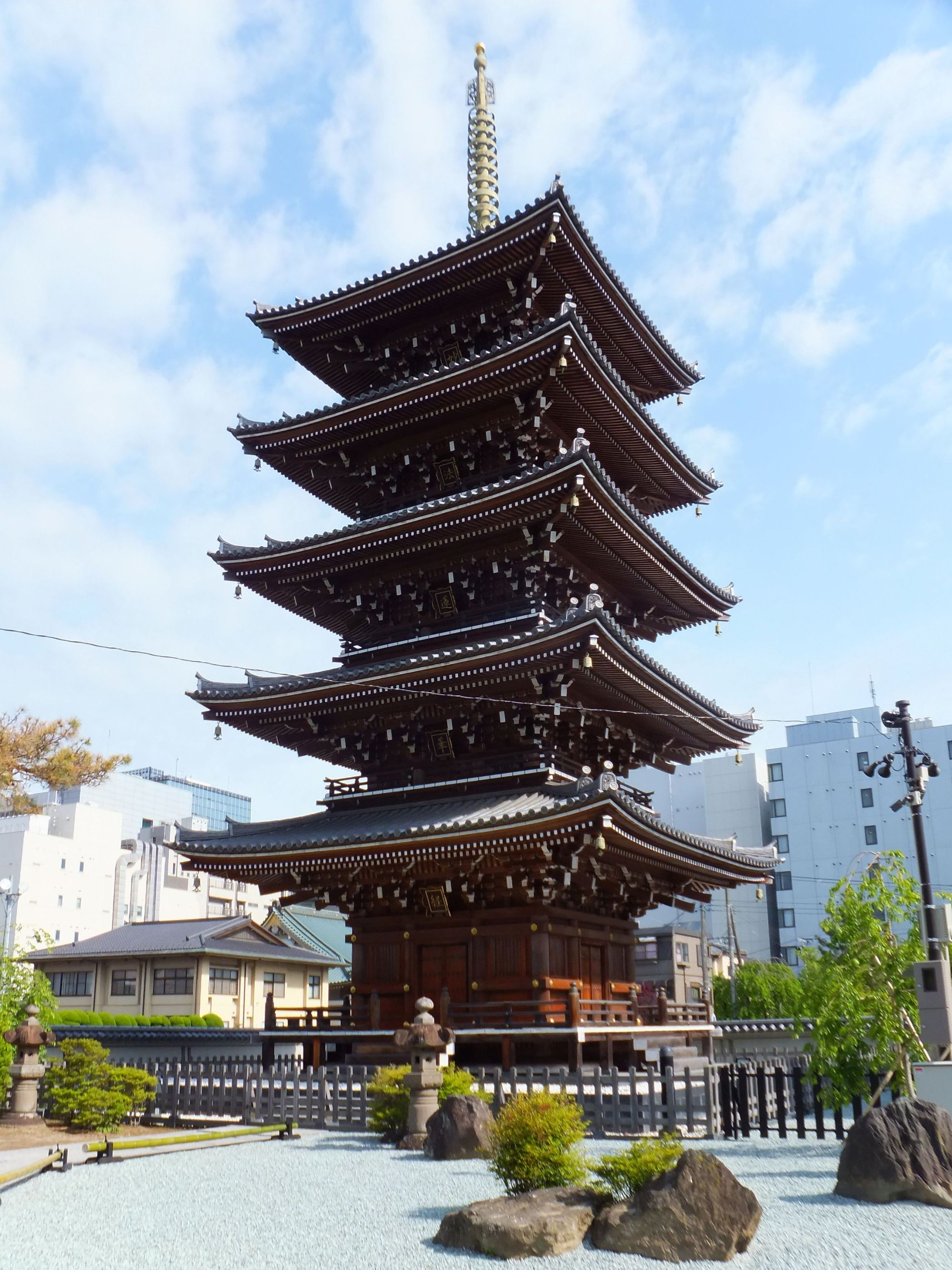
五重塔

寺伝によれば、永仁3年（1295年）、日蓮の弟子・日門が大仙寺を創建したのが始まりである。日持が奥羽巡教に発したとされるのが同じ年で、大仙寺にも足をとどめて教勢を盛んにしたという。伊達政宗はたびたびこの寺で祈願し、勝利を得たため、寺の号を全勝寺と改めさせたという。
隆盛のきっかけは伊達忠宗の正室・振姫の帰依にあり、慶安2年（1649年）春に火災で焼失すると、忠宗の指示でいっそう大規模に再建された。寺伝には再建は慶安3年（1650年）に忠宗夫人によるとも言う。万治2年（1659年）に孝勝院と呼ばれた振姫が葬られると、子の伊達綱宗が寺の名を孝勝寺と改めさせた。
綱宗の側室で幼い藩主・亀千代（綱村）の養育にあたった三沢初子も孝勝寺に帰依した。綱村は寛文元年（1661年）に孝勝寺を増築、拡張し、500石の寺領を与えた。貞享3年（1668年）に初子は亡くなり、孝勝寺に葬られた。綱村は母の持仏である釈迦如来像を祀るため、近くの榴ヶ岡に釈迦堂を建立し、孝勝寺に管理させた。釈迦堂は後に移転して現在は孝勝寺の境内にある。
振姫、初子両人の追善供養の法事は、江戸時代を通じて伊達家の年中行事の一つとなっており、藩士が奉仕した。また、藩が作った寺格という寺院の序列の中で、孝勝寺は御一門格という最高の格に位置づけられた。当時は僧員百余人を抱えていたという。
嘉永年間には仙台城の山門が移築された。

### 年表
- 永仁3年（1295年） － 日門が大仙寺を創建する。
- 伊達政宗が度々戦勝祈願をし、寺号を全勝寺と改める。
- 寛永19年（1642年） - 伊達忠宗が寺号を善勝寺と改める。
- 慶安2年（1649年） - 火災により諸堂焼失。伊達忠宗が直ちに再興する。
- 万治2年（1659年） - 伊達忠宗室振姫（孝勝院）没、当寺に埋葬。伊達綱宗は寺号を孝勝寺と改める。
- 万治3年（1660年） - 伊達綱宗が塔頭五院を創建。
- 元禄8年（1695年） - 伊達綱村が榴ヶ岡に釈迦堂を創建。
- 宝永6年（1709年） - 綱村、飯高檀林首座六牙院日潮（潮師法縁縁祖）を当山に招く。
- 享保12年（1727年） - 火災。
- 明和元年（1764年）10月27日 - 火災。
- 嘉永6年（1853年）1月8日 - 火災。
- 1960年（昭和35年） - 放火により山門を除き全山焼失。以降再建を図る。
- 1973年（昭和48年） - 釈迦堂を孝勝寺境内へ移設。
- 1978年（昭和53年） - 宮城県沖地震で甚大な被害を受ける。
- 1982年（昭和57年） - 本堂再建。
- 2003年（平成15年） - 五重塔建立（礎石を含めた高さは31.9m[7]）。
- 2023年（令和5年） - 釈迦堂の復元工事が完了[8]。

## 子院
江戸時代に子院は5つあったが、2つは廃院となった。3つは現在隣り合わせで独立した寺院になっている。
- 妙音院
- 法輪院
- 蓮香院
- 華香院（大正元年に廃院、本尊は法輪院の鬼子母神堂に祀られる。）
- 経王院（廃院）

## 旧末寺
日蓮宗は1941年（昭和16年）に本末解体をしたため現在では旧本山、旧末寺と呼びならわしている。
- 波木井山智遠寺（岩手県遠野市）
- 経王山蓮久寺（岩手県奥州市）
- 壽性山久成寺（岩手県奥州市）
- 玉林山長昌寺（岩手県一関市）
- 實相山真如寺（宮城県気仙沼市）
- 法音山久円寺（宮城県石巻市）
- 月照山心性寺（宮城県登米市）
- 嶺雲山一乗寺（宮城県栗原市）
- 立正山安国寺（宮城県岩沼市）
- 妙法山蓮華寺（宮城県柴田町）

## アクセス
- JR仙石線・榴ケ岡駅から裏門（東門）まで徒歩4分。
- 仙台市地下鉄東西線・宮城野通駅から表門（西門）まで徒歩4分。
- JR仙台駅東口から表門（西門）まで徒歩8分。